# Fils du Très Saint Rédempteur

Blason de la congrégation.

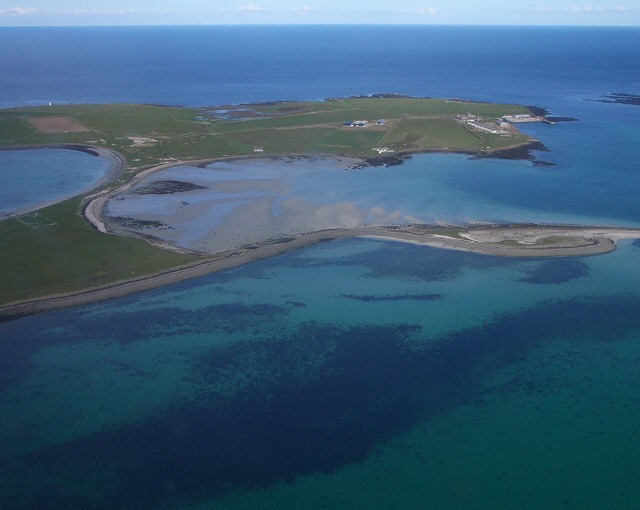
Vue aérienne de l'île de Papa Stronsay, avec le monastère au fond à droite.

Les Fils du Très Saint Rédempteur (en anglais : Congregation of the Sons of the Most Holy Redeemer ; en latin : Filii Sanctissimi Redemptoris, F.SS.R.), connus aussi comme les rédemptoristes transalpins, forment un institut clérical de droit diocésain de l'Église catholique, canoniquement érigé en 2012 dans le diocèse d'Aberdeen (Écosse). La maison-mère se trouve à Papa Stronsay, île faisant partie des Orkney Islands. L'autre maison se trouve à Christchurch en Nouvelle-Zélande. Cet institut s'est formé en 1988 comme une branche dissidente des rédemptoristes, fondés par saint Alphonse de Liguori, afin de suivre le rite latin d'avant le Concile Vatican II et la règle originelle de leur congrégation. Sa devise est Desertum in pelago intransmeabili.

## Histoire
Cette nouvelle congrégation a été fondée le 2 août 1988 par le R.P. Michael Mary Sim C.SS.R. afin de reprendre la règle d'origine des rédemptoristes, avec l'approbation de la fraternité sacerdotale Saint-Pie-X. Marcel Lefebvre la bénit officiellement le 3 décembre 1987. 
La communauté est d'abord basée en Angleterre dans un monastère de l'île de Sheppey, dans le Kent, puis elle déménage en France en 1994 au monastère de Joinville dans la Haute-Marne en attendant de trouver un lieu d'implantation propice. C'est ainsi que la communauté se rend propriétaire de l'île de Papa Stronsay le 31 mai 1999, où elle construit des baraquements devenus le monastère du Golgotha, à l'emplacement d'une ancienne pêcherie. La congrégation publie le mensuel The Catholic depuis 1982 et promeut une spiritualité de rédemption particulière. La congrégation ouvre une deuxième maison en juillet 2007 en Nouvelle-Zélande à Christchurch.
En juin 2008, la congrégation envoie une supplique au Saint-Siège après la publication du motu proprio Summorum Pontificum afin de se rapprocher de Rome, ce qui est approuvé par Benoît XVI. Celui-ci admet que la congrégation est reconnue canoniquement dans l'Église catholique,. Toute la communauté (sauf un clerc qui reste au sein de la FSSPX) accepte le changement. Cependant, elle n'est pas encore « érigée canoniquement », ce qui explique que l'ordinaire du lieu restreigne l'activité de la communauté (notamment la messe) pendant plusieurs années à la seule île de Papa Stronsay et à Stronsay. Ils changent leur nom en Fils du Très Saint Rédempteur (F.SS.R.) et modifient légèrement leur habit religieux pour se différencier des rédemptoristes.
Le 15 août 2012, fête de l'Assomption,  la communauté qui comprend quinze membres est érigée en institut clérical de droit diocésain par Mgr Hugh Gilbert O.S.B., évêque d'Aberdeen. En juin 2013, deux de ses membres sont ordonnés à Rome. En 2019, la congrégation comprend 25 membres. Les novices sont formés au séminaire de Denton aux États-Unis appartenant à la Fraternité sacerdotale Saint-Pierre. Des implantations sont prévues en Australie et en Ukraine.
Dans cette île reculée de l'extrême nord de l'Écosse, plate, battue par les vents et sans aucun arbre, la communauté du monastère de Golgotha vit de vente d'objets religieux et de calendriers, ainsi que d'une activité de culture en serre.